# فهرست شهرستان‌های استان یزد
فهرست شهرستان‌های استان یزد به ترتیب جمعیت براساس سرشماری مرکز آمار ایران در سال ۱۳۹۵

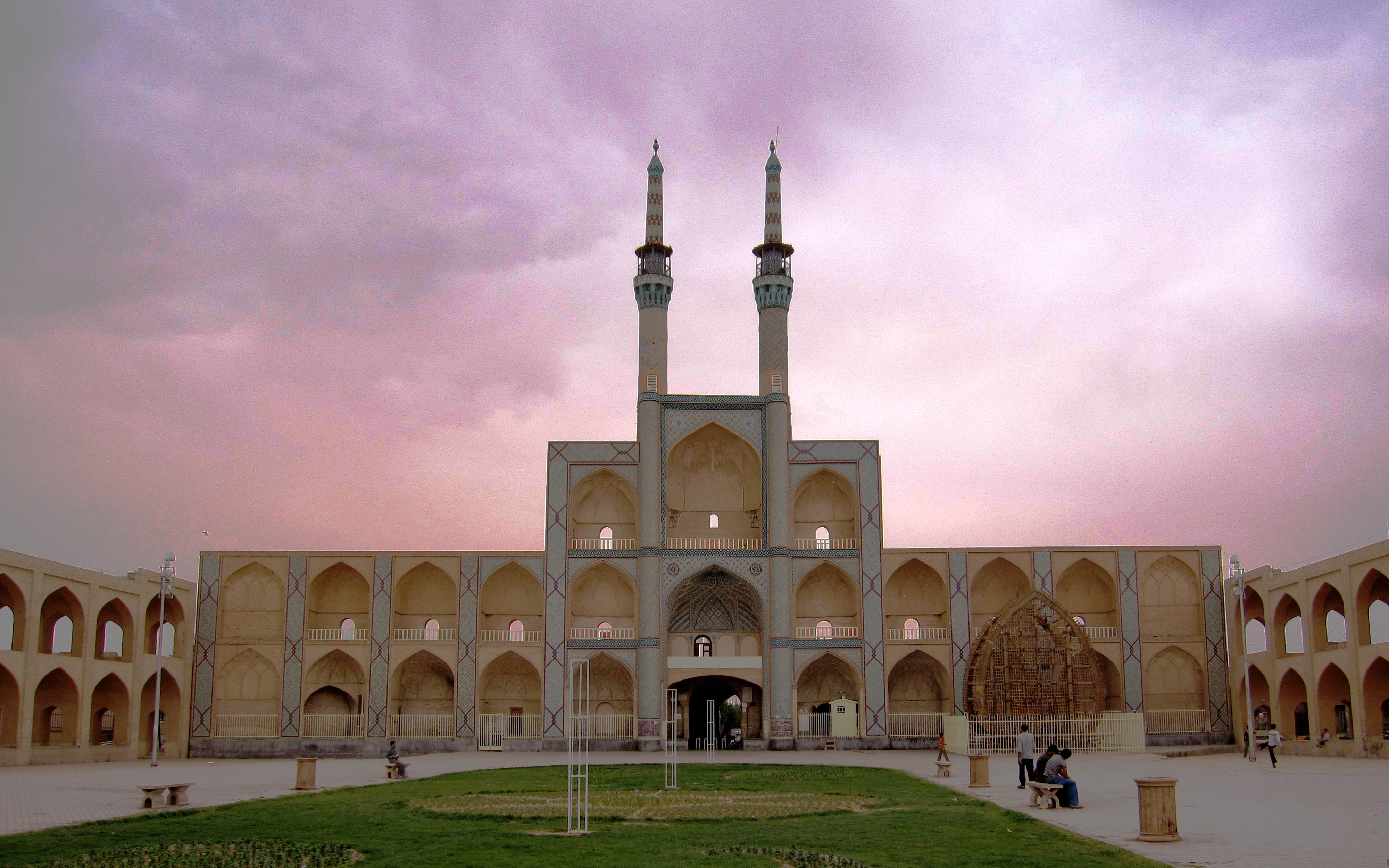
یزد، پرجمعیت‌ترین شهر استان یزد

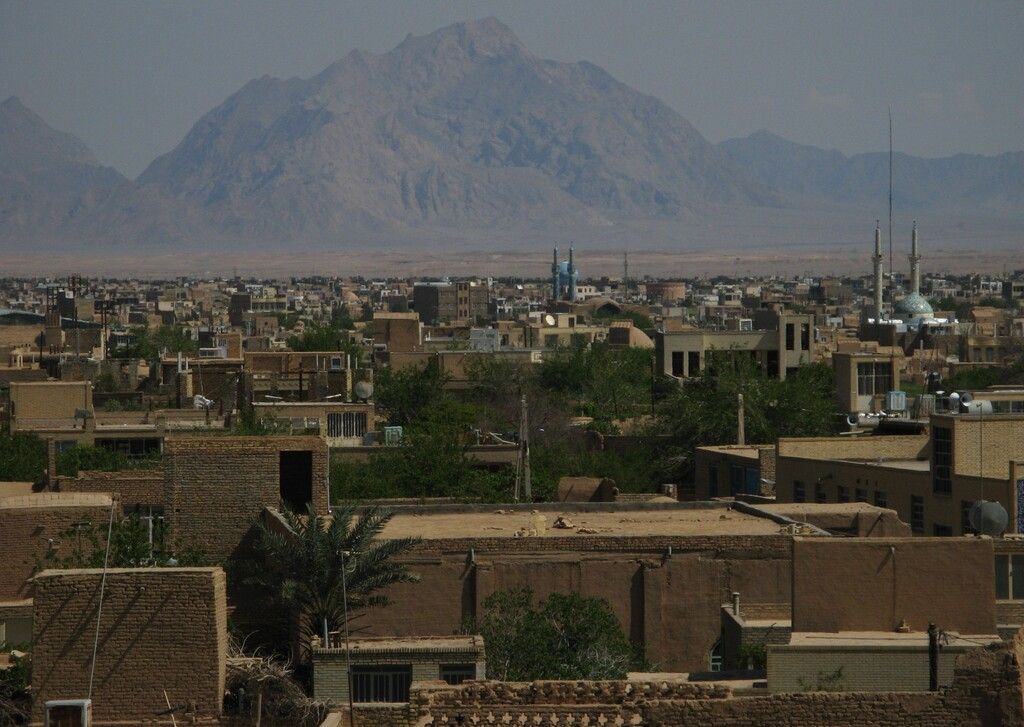

- مسجد امیر چخماق یزد

| ردیف | شهرستان        | مرکز   | سال تأسیس | جمعیت سال۹۵ |
| ---- | -------------- | ------ | --------- | ----------- |
| ۱    | شهرستان یزد    | یزد    | ۱۳۱۶      | ۶۵۶٬۴۷۴     |
| ۲    | شهرستان میبد   | میبد   | ۱۳۶۹      | ۹۹٬۷۲۷      |
| ۳    | شهرستان اردکان | اردکان | ۱۳۲۴      | ۹۷٬۹۶۰      |
| ۴    | شهرستان مهریز  | مهریز  | ۱۳۵۴      | ۵۱٬۷۳۳      |
| ۵    | شهرستان ابرکوه | ابرکوه | ۱۳۷۳      | ۵۱٬۵۵۲      |
| ۶    | شهرستان بافق   | بافق   | ۱۳۴۸      | ۵۰٬۸۴۵      |
| ۷    | شهرستان تفت    | تفت    | ۱۳۴۸      | ۴۳٬۸۹۳      |
| ۸    | شهرستان اشکذر  | اشکذر  | ۱۳۷۶      | ۳۲٬۵۶۶      |
| ۹    | شهرستان خاتم   | هرات   | ۱۳۸۱      | ۲۱،۴۱۲      |
| ۱۰   | شهرستان بهاباد | بهاباد | ۱۳۸۸      | ۱۷٬۲۲۱      |
| ۱۱   | شهرستان مروست  | مروست  | ۱۴۰۰      | ۱۴،۱۵۰      |
| ۱۲   | شهرستان زارچ   | زارچ   | ۱۴۰۱      | ۱۵،۸۷۶      |